# IC 4508/1
IC 4508/1 је лентикуларна галаксија у сазвијежђу Волар која се налази на листи објеката дубоког неба у Индекс каталогу.
Деклинација објекта је + 31° 45' 55" а ректасцензија 14h 47m 50,7s. Привидна величина (магнитуда) објекта IC 4508 износи 14,4 а фотографска магнитуда 15,3. IC 45081 је још познат и под ознакама CGCG 164-25, NPM1G +31.0335, PGC 52843.